# Мишій
Миші́й, щети́нник або бри́ця (Setaria) — рід однорічних рослин родини злакових. Рід космополітичного поширення й містить понад 130 видів.

## Назва
Назва роду походить від латинського слова seta, що означає щетинка або волос, через щетинки у суцвітті.,
Вперше рід описав у 1812 році французький ботанік Амбруаз Марі Франсуа Жозеф Палізо де Бовуа.

## Будова
Має густе суцвіття, видовжене або циліндричне, типу колосоподібна волоть. Колоски одно- або двоквіткові, на коротких ніжках. Вони оточені неплідними гілочками суцвіття, які виглядають як довгі, зазублені, ламкі щетинки. Мають три плівчастих колоскових луски. Нижня луска найбільш укорочена, друга довша, а третя має довжину колоска і часто буває з чоловічою квіткою. Квіткові луски при плодах зморщені або гладенькі, хрящуваті. Тичинок три. Приймочки пірчасті.

## Поширення та середовище існування
Мишій росте на прирічкових ділянках, галявах, полях, біля доріг. Рід містить близько 100 видів (див. Список видів роду мишій). Поширений переважно у тропічних і субтропічних країнах.
В Україні є три рідні види:
- Setaria verticillata — мишій кільчастий,
- Setaria viridis — мишій зелений,
- Setaria pumila — мишій сизий

також інтродуковані: 
- Setaria adhaerens — мишій чіпкий
- Setaria faberi — мишій Фабера
- Setaria italica — могар

## Хвороби
Вражається іржастими грибами роду Puccinia, такими як Puccinia chaetochloae, Puccinia dolosa, Puccinia graminis, Puccinia substriata, ‘Uromyces’ setariae-italicae і Puccinia esclavensis. Також вражається грибами роду Tilletia та родів Sorosporium, Sphacelotheca, Tolyposporium, Ustilago.

## Практичне використання
Застосовується у народній медицині.
Кілька видів культивують як харчові та кормові культури, наприклад могар, чумиза (S. italica) та S. pumila. Багато видів є інвазійними бур'янами. Мишій зелений (S. viridis) використовується як модельний організм для вивчення біоенергетичних трав та трав з типом фотосинтезу С4.,

## Галерея

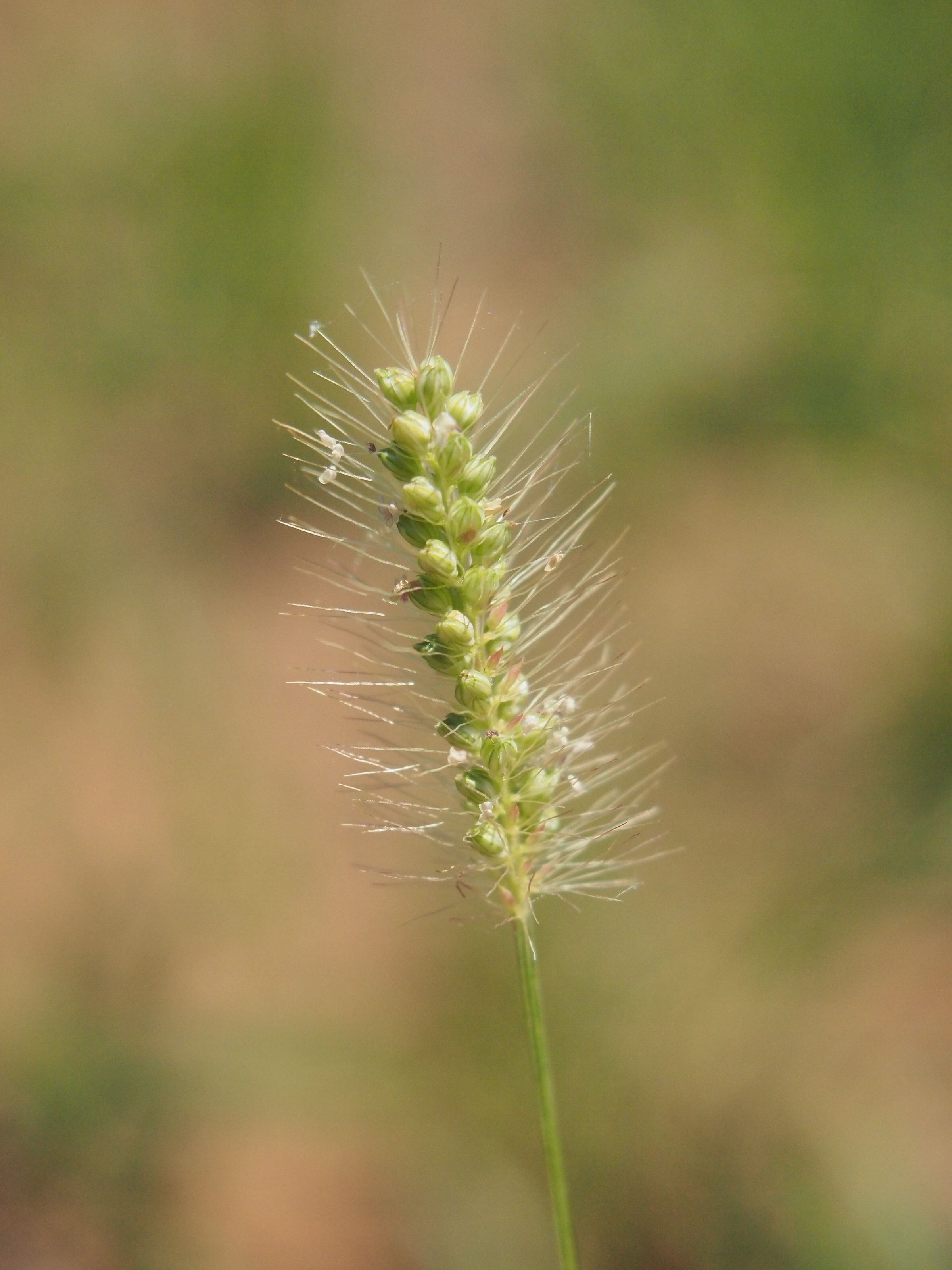
Колосок Setaria apiculata
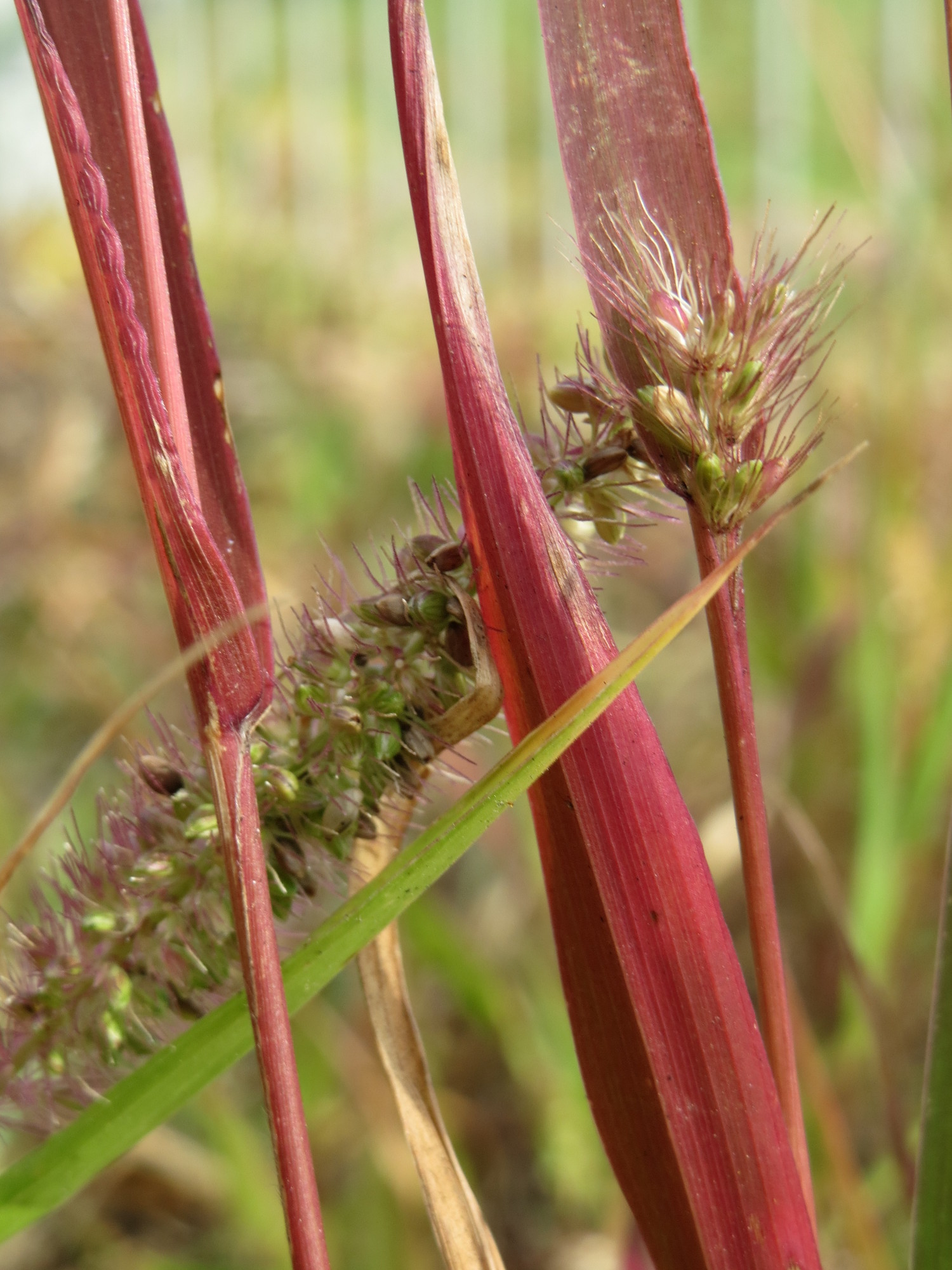
Setaria viridis
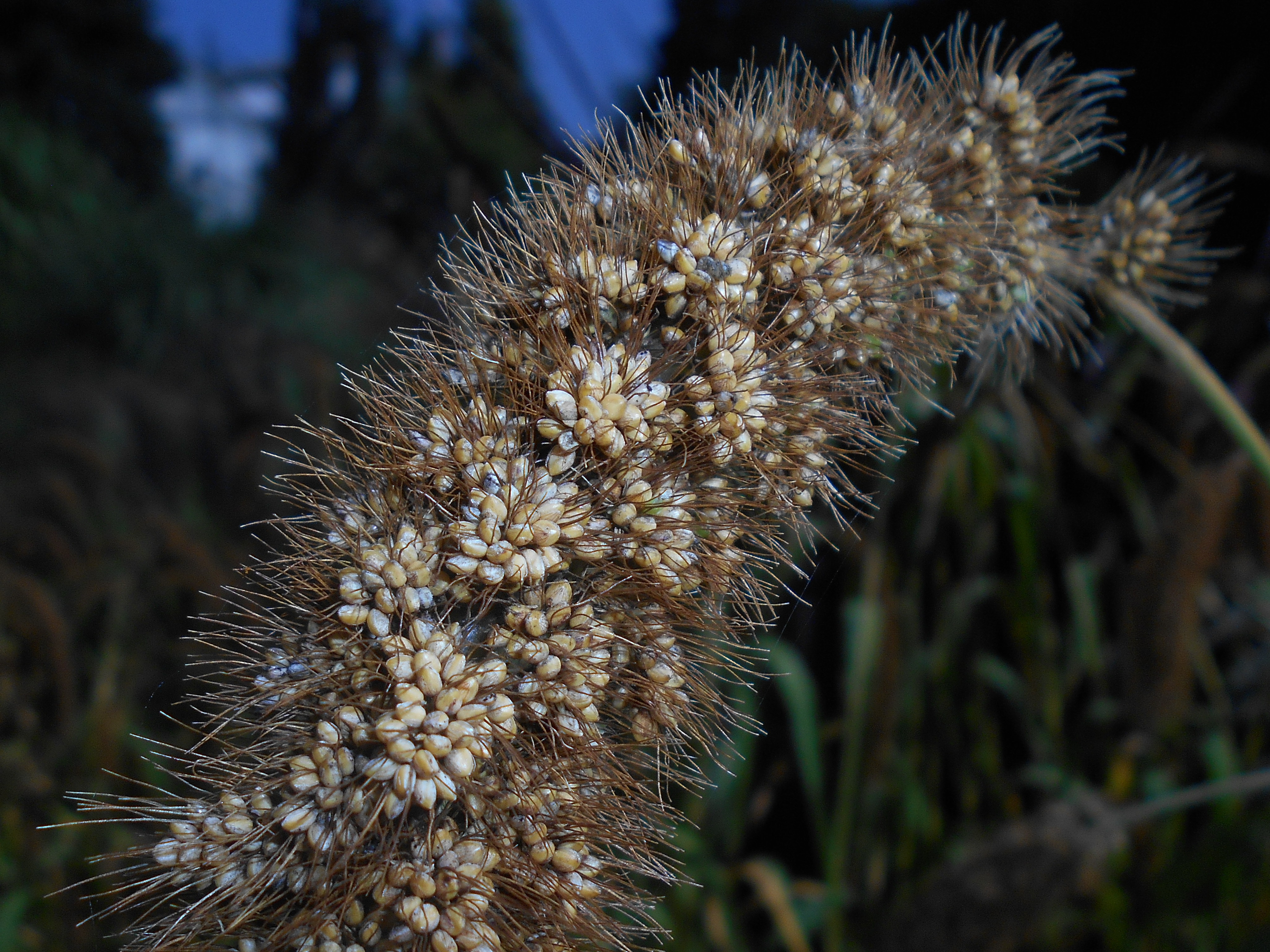
Setaria macrostachya
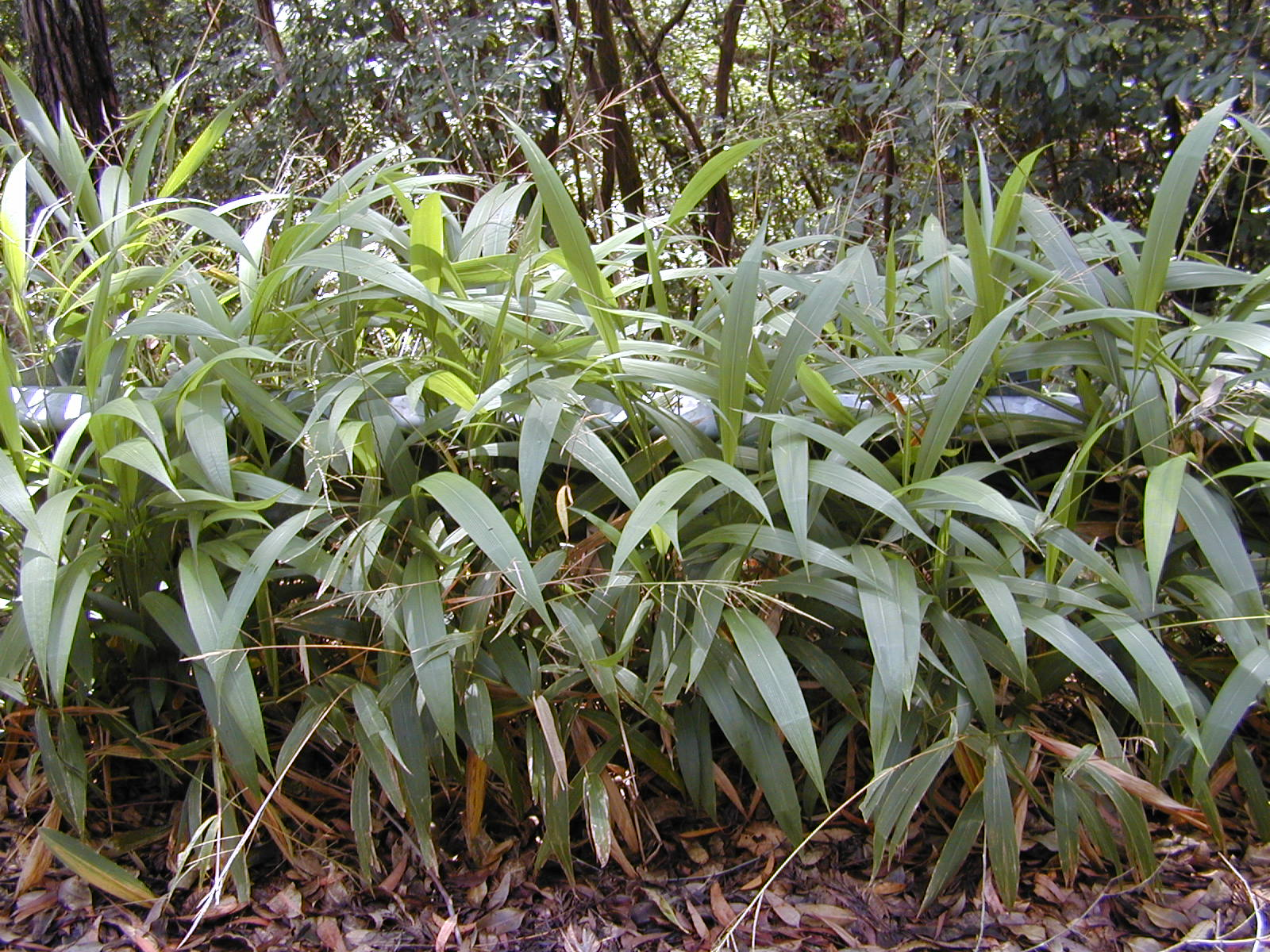
Setaria palmifolia